# Ana Cabecinha
Ana Isabel Vermelhudo Cabecinha (Santiago Maior, Beja, 29 de abril de 1984) é uma marchadora portuguesa.

## Carreira
Já participou em diversas categorias, entre elas os 5000 metros, 10000 metros e os 20 km marcha.
Em 2003, ganhou a medalha de bonze nos 10 000 metros do Campeonato da Europa de Juniores em Tampere, na Finlândia.
Participou em Pequim 2008 na prova de 20 km marcha ficando em 8º lugar e estabelecendo um novo recorde nacional.
Em 2010, tornou-se campeã Ibero-Americana nos 10000 metros com recorde dos campeonatos, com um tempo de 43 m 31 s 21'. Nos mesmos campeonatos já tinha alcançado a medalha de prata em 2004 em Huelva e a medalha de ouro em 2006.
Participou em Londres 2012 na prova de 20 km marcha ficando em 9º lugar e estabelecendo a melhor marca da época para a atleta.
A 16 de fevereiro de 2013, a atleta bateu o recorde nacional dos 3000 metros em pista coberta com o tempo de 12 m 21 s e 56'.
A 28 de Agosto de 2015 participou no Campeonato Mundial de Pequim nos 20 Km marcha, ficando em 4º lugar, a sua melhor classificação em Mundiais.
Em 19 de agosto de 2016, Ana Cabecinha foi sexta classificada nos 20 km marcha dos Jogos Olímpicos Rio 2016 com o tempo de 1:29.23.